# Wellington Ramírez
Wellington Moisés Ramírez Preciado (Guayaquil, 9 de septiembre de 2000) es un futbolista ecuatoriano. Juega como portero y su equipo actual es A. E. Kifisia F. C. de la Superliga de Grecia.

## Trayectoria

### Inicios
Moisés, con tan solo quince años, ya formaba parte del equipo filial de Barcelona Sporting Club y Toreros Fútbol Club. 

### Independiente del Valle
En 2016, llegó a las categorías inferiores de Independiente del Valle y, desde sus inicios, era regularmente convocado por las selecciones infantiles y juveniles. Fue un referente e importante elemento en los sudamericanos de las sub-15, sub-17 y sub-20 de Ecuador.
Tras la expulsión del experimentado portero Hamilton Piedra, el 10 de julio de 2018, en un partido frente a Aucas, le tocaba el turno a Moisés Ramírez, quien debutó en primera con tan solo 17 años y 10 meses de edad, bajo la dirección técnica del entrenador español Ismael Rescalvo.

### Real Sociedad
Tras su destacada actuación en la primera fase del Sudamericano 2019, Moisés Ramírez es «cazado» por uno de los representantes de la Real Sociedad e invitaron al jugador a formar parte del equipo español. Tras negociaciones con su club, Independiente del Valle, el ecuatoriano llegó a San Sebastián, en donde forma parte de la Real Sociedad de Fútbol "B".

### A. E. Kifisia F. C.
El 24 de julio de 2025 fue presentado en el A. E. Kifisia F. C., equipo de la Primera División de Grecia, con un contrato por dos años.

## Selección nacional
Moisés Ramírez ha participado en las selecciones sub-15, sub-17, sub-20 y absoluta de Ecuador.
En la mini-Tri sub-17 ha sumado 810 minutos de juego en 9 partidos jugados en el Sudamericano Sub-17, llevado a cabo en Chile.
En la sub-20, ha jugado 11 partidos, sumando 990 minutos de juego en cancha, 810 en 9 partidos en el Sudamericano Sub-20 y 180 en 2 partidos amistosos.
El 14 de noviembre de 2022 fue incluido en la lista final de la selección absoluta para la Copa Mundial Catar 2022.
El 29 de mayo de 2024, fue incluido en la lista de 26 futbolistas convocados por Félix Sánchez Bas para su participación en la Copa América 2024.

### Categorías inferiores

#### Participaciones en Sudamericanos
| Campeonato                              | Sede     | Resultado    | Partidos | Goles |
| --------------------------------------- | -------- | ------------ | -------- | ----- |
| Sudamericano Sub-17 de 2017             | Chile    | Sexto lugar  | 9        | 0     |
| Juegos Bolivarianos Santa Marta 2017    | Colombia | Plata        | 5        | 0     |
| Sudamericano Sub-20 de 2019             | Chile    | Campeón      | 9        | 0     |
| Preolímpico Sudamericano Sub-23 de 2020 | Colombia | Primera fase | 4        | 0     |

#### Participaciones en Copas del Mundo
| Campeonato                  | Sede    | Resultado    | Partidos | Goles |
| --------------------------- | ------- | ------------ | -------- | ----- |
| Copa Mundial Sub-20 de 2019 | Polonia | Tercer lugar | 7        | 0     |

### Selección absoluta

#### Participaciones en Copas del Mundo
| Mundial           | Sede  | Resultado      | Partidos | Goles |
| ----------------- | ----- | -------------- | -------- | ----- |
| Copa Mundial 2022 | Catar | Fase de grupos | 0        | 0     |

#### Participaciones en eliminatorias
| Eliminatorias      | Sede            | Resultado   | Partidos | Goles |
| ------------------ | --------------- | ----------- | -------- | ----- |
| Eliminatorias 2022 | América del Sur | Clasificado | 2        | 0     |
| Eliminatorias 2026 | América del Sur | Clasificado | 2        | 0     |

#### Participaciones en Copa América
| Copa              | Sede           | Resultado        | Partidos | Goles |
| ----------------- | -------------- | ---------------- | -------- | ----- |
| Copa América 2024 | Estados Unidos | Cuartos de final | 0        | 0     |

### Partidos internacionales
Actualizado al último partido jugado el 17 de octubre de 2023.
| \| N.° \| Fecha \| Ciudad \| Rival \| Resultado \| Resultado \| Competencia \| \| --- \| --------------------- \| --------- \| --------- \| --------- \| --------- \| ----------------------------------- \| \| 1. \| 7 de octubre de 2021 \| Guayaquil \| Bolivia \| 3-0 \| Victoria \| Eliminatorias al Mundial Catar 2022 \| \| 2. \| 10 de octubre de 2021 \| Caracas \| Venezuela \| 1-2 \| Derrota \| Eliminatorias al Mundial Catar 2022 \| \| 3. \| 24 de marzo de 2023 \| Sídney \| Australia \| 1-3 \| Derrota \| Amistoso \| \| 4. \| 17 de junio de 2023 \| Harrison \| Bolivia \| 1-0 \| Victoria \| Amistoso \| \| 5. \| 12 de octubre de 2023 \| La Paz \| Bolivia \| 2-1 \| Victoria \| Eliminatorias al Mundial 2026 \| \| 6. \| 17 de octubre de 2023 \| Quito \| Colombia \| 0-0 \| Empate \| Eliminatorias al Mundial 2026 \| |                       |           |           |           |           |                                     |
| N.° | Fecha                 | Ciudad    | Rival     | Resultado | Resultado | Competencia                         |
| 1. | 7 de octubre de 2021  | Guayaquil | Bolivia   | 3-0       | Victoria  | Eliminatorias al Mundial Catar 2022 |
| 2. | 10 de octubre de 2021 | Caracas   | Venezuela | 1-2       | Derrota   | Eliminatorias al Mundial Catar 2022 |
| 3. | 24 de marzo de 2023   | Sídney    | Australia | 1-3       | Derrota   | Amistoso                            |
| 4. | 17 de junio de 2023   | Harrison  | Bolivia   | 1-0       | Victoria  | Amistoso                            |
| 5. | 12 de octubre de 2023 | La Paz    | Bolivia   | 2-1       | Victoria  | Eliminatorias al Mundial 2026       |
| 6. | 17 de octubre de 2023 | Quito     | Colombia  | 0-0       | Empate    | Eliminatorias al Mundial 2026       |

## Estadísticas

### Clubes
Actualizado al último partido jugado el 23 de mayo de 2025.
| Club                              | Div.          | Temporada     | Liga  | Liga  | Copas nacionales | Copas nacionales | Copas internacionales | Copas internacionales | Total | Total |
| Club                              | Div.          | Temporada     | Part. | Goles | Part.            | Goles            | Part.                 | Goles                 | Part. | Goles |
| --------------------------------- | ------------- | ------------- | ----- | ----- | ---------------- | ---------------- | --------------------- | --------------------- | ----- | ----- |
| Independiente del Valle · Ecuador | 1.ª           | 2016          | 0     | 0     | —                | —                | 0                     | 0                     | 0     | 0     |
| Independiente del Valle · Ecuador | 1.ª           | 2017          | 0     | 0     | —                | —                | 0                     | 0                     | 0     | 0     |
| Independiente del Valle · Ecuador | 1.ª           | 2018          | 8     | 0     | —                | —                | 0                     | 0                     | 8     | 0     |
| Real Sociedad "B" · España        | 3.ª           | 2018-19       | 4     | 0     | —                | —                | —                     | —                     | 4     | 0     |
| Real Sociedad "B" · España        | 3.ª           | 2019-20       | 14    | 0     | —                | —                | —                     | —                     | 14    | 0     |
| Real Sociedad "B" · España        | Total club    | Total club    | 18    | 0     | 0                | 0                | 0                     | 0                     | 18    | 0     |
| Independiente del Valle · Ecuador | 1.ª           | 2020          | 11    | 0     | —                | —                | 0                     | 0                     | 11    | 0     |
| Independiente del Valle · Ecuador | 1.ª           | 2021          | 29    | 0     | 0                | 0                | 12                    | 0                     | 41    | 0     |
| Independiente del Valle · Ecuador | 1.ª           | 2022          | 28    | 0     | 9                | 0                | 13                    | 0                     | 50    | 0     |
| Independiente del Valle · Ecuador | 1.ª           | 2023          | 23    | 0     | 1                | 0                | 8                     | 0                     | 32    | 0     |
| Independiente del Valle · Ecuador | 1.ª           | 2024          | 17    | 0     | 3                | 0                | 7                     | 0                     | 27    | 0     |
| Independiente del Valle · Ecuador | 1.ª           | 2025          | 6     | 0     | 0                | 0                | 0                     | 0                     | 6     | 0     |
| Independiente del Valle · Ecuador | Total club    | Total club    | 122   | 0     | 13               | 0                | 40                    | 0                     | 175   | 0     |
| A. E. Kifisia F. C. · Grecia      | 1.ª           | 2025-26       | 0     | 0     | —                | —                | —                     | —                     | 0     | 0     |
| A. E. Kifisia F. C. · Grecia      | Total club    | Total club    | 0     | 0     | 0                | 0                | 0                     | 0                     | 0     | 0     |
| Total carrera                     | Total carrera | Total carrera | 140   | 0     | 13               | 0                | 40                    | 0                     | 193   | 0     |
| 1. 2.                             |               |               |       |       |                  |                  |                       |                       |       |       |

### Selección
Actualizado al último partido disputado el 17 de octubre de 2023.
| Selección       | Temporada       | Amistosos | Amistosos | Amistosos | Sudamérica | Sudamérica | Sudamérica | Mundial | Mundial | Mundial | Total | Total | Total | Media goleadora |
| Selección       | Temporada       | Part.     | GR        | Imb.      | Part.      | GR         | Imb.       | Part.   | GR      | Imb.    | Part. | GR    | Imb.  | Media goleadora |
| --------------- | --------------- | --------- | --------- | --------- | ---------- | ---------- | ---------- | ------- | ------- | ------- | ----- | ----- | ----- | --------------- |
| Sub-17          | 2017            | 0         | –0        | 0         | 9          | –15        | 2          | —       | —       | —       | 9     | –15   | 2     | 1.67            |
| Sub-20          | 2018            | 3         | –3        | 1         | 0          | –0         | 0          | —       | —       | —       | 3     | –3    | 1     | 1               |
| Sub-20          | 2019            | —         | —         | —         | 9          | –6         | 5          | 7       | –5      | 2       | 16    | –11   | 7     | 0.69            |
| Sub-20          | Total           | 3         | –3        | 1         | 9          | –6         | 5          | 7       | –5      | 2       | 19    | –14   | 8     | 0.74            |
| Sub-23          | 2020            | 0         | –0        | 0         | 4          | –9         | 0          | —       | —       | —       | 4     | –9    | 0     | 2.25            |
| Absoluta        | 2021            | 0         | –0        | 0         | 2          | –3         | 1          | —       | —       | —       | 2     | –3    | 1     | 1.5             |
| Absoluta        | 2023            | 2         | –3        | 1         | 2          | –1         | 1          | —       | —       | —       | 4     | –4    | 2     | 1               |
| Absoluta        | Total           | 2         | –3        | 1         | 4          | –4         | 2          | 0       | –0      | 0       | 6     | –7    | 3     | 1.17            |
| Total selección | Total selección | 5         | –6        | 2         | 26         | –34        | 9          | 7       | –5      | 2       | 38    | –45   | 13    | 1.18            |
| 1. 2.           |                 |           |           |           |            |            |            |         |         |         |       |       |       |                 |

## Palmarés

### Campeonatos nacionales
| Título               | Club                    | Año  |
| -------------------- | ----------------------- | ---- |
| Serie A de Ecuador   | Independiente del Valle | 2021 |
| Copa Ecuador         | Independiente del Valle | 2022 |
| Supercopa de Ecuador | Independiente del Valle | 2023 |

### Campeonatos internacionales
| Título              | Equipo                  | Año  |
| ------------------- | ----------------------- | ---- |
| Sudamericano Sub-20 | Ecuador sub-20          | 2019 |
| Copa Sudamericana   | Independiente del Valle | 2022 |
| Recopa Sudamericana | Independiente del Valle | 2023 |

### Distinciones individuales
| Distinción                       | Año  |
| -------------------------------- | ---- |
| 11 ideal de la Copa Sudamericana | 2022 |